# Цимес
Ци́мес (їд. צימעס) — десертна страва єврейської кухні. Солодке овочеве рагу з різними складовими, котрі можуть різнитись залежно від місцевості. Існують морквяний, квасолевий, нутовий та інші різновиди цимесу.
Цимес у ашкеназькій традиції є обов'язковим компонентом меню на єврейський Новий рік. Незважаючи на прості складові, вважається великим делікатесом та ласощами, тому у переносному значенні це слово вживається як «те, що треба», «найкраще».
Цимесом у центральній і східній Польщі часто називають страву, яка є солодким рагу, зазвичай має у своєму складі обсмажену моркву. Цимес зазвичай оранжевого або червоного кольору і завжди солодкий. Крім смаженої моркви може мати картоплю, помідори, родзинки, яловичину, куркуму, ананас, яблука, чорнослив, і взагалі все кошерне, що є просто під рукою, і добре поєднується зі смаженою солодкою морквою.

## Інші значення

### Переносне значення
У переносному сенсі, жаргон, щось дуже хороше, якісне, приємне, або сама суть чого-небудь, щось найважливіше

### Ресторан у Києві
«Цимес» — ресторан єврейскої кухні, який був у 2004–2019 роках у Києві на Подолі, на розі Сагайдачного 10 / Ігорівська 5.
У січні 2019 року ресторан існував вже 14 років.
Остання згадка про ресторан «Цимес» — у анонсі про святкування Песах 19 квітня 2019 року.
29 лютого 2020 року ресторана «Цимес» вже не було.

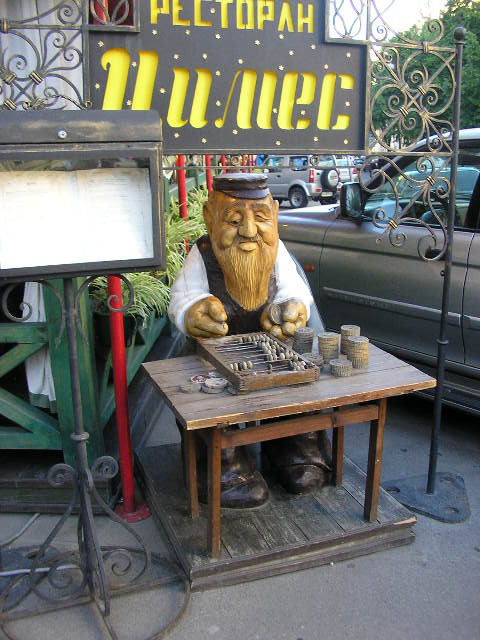
21 травня 2007 року
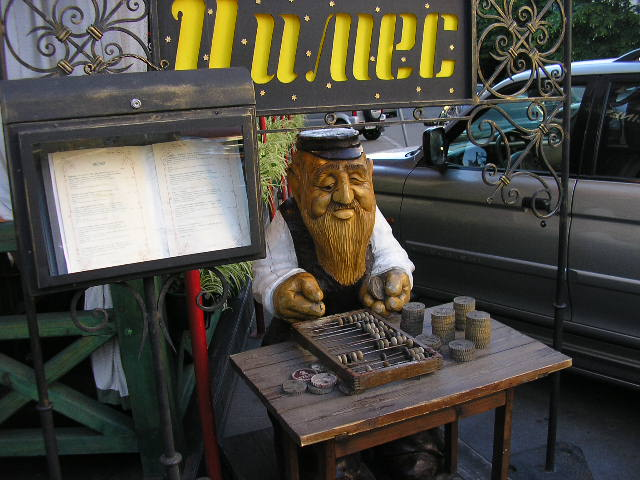
21 травня 2007 року
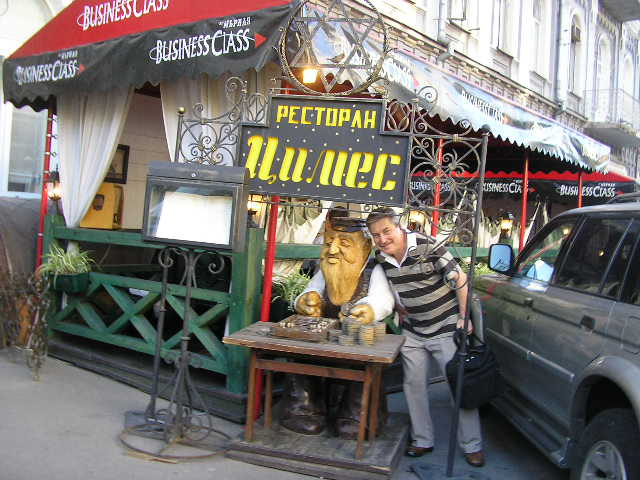
21 травня 2007 року